# Adone Zoli
Adone Zoli, né le 16 décembre 1887 à Cesena et mort le 20 février 1960  à Rome, est un homme d'État italien, membre de la Démocratie chrétienne (DC).
Avocat, membre du premier Parti populaire italien, puis de la Résistance italienne, il est élu sénateur en 1948.
En 1951, il est nommé ministre de la Justice et entreprend une importante réforme pénitentiaire. Après avoir été brièvement ministre des Finances au début de l'année 1954, il est élu président du conseil national de la DC, puis choisi comme ministre du Budget en 1956.
Il est appelé, en 1957, aux fonctions de président du Conseil des ministres, à la tête d'un gouvernement exclusivement démocrate-chrétien, conservant le ministère du Budget. Il mène le pays aux élections de 1958, après lesquelles il cède la direction de l'exécutif.

## Formation d'avocat
Il est issu d'une famille originaire de Predappio, dans la province de Forlì-Cesena, et passe sa laurea de droit en 1907. Il devient alors avocat, exerçant d'abord à Gênes, puis Bologne, et enfin Florence. Dans cette ville, il entre en contact Tommaso Brunelli, un confrère catholique qui sera élu, en 1919, député du Parti populaire italien (PPI). Cette rencontre a grandement influencé l'idéologie politique de Zoli.
Bien qu'ayant entamé une carrière professionnelle, il est mobilisé au cours de la Première Guerre mondiale et participe à la bataille de Caporetto, en 1917. À l'issue du conflit, il reçoit deux médailles du mérite de guerre et une de valeur militaire.
Lors du IIIe congrès du PPI, à Venise, en octobre 1923, il est élu au comité central du parti et y siège jusqu'à sa dissolution, trois ans plus tard.

## Résistant contre le fascisme
En 1943, il rejoint la Résistance italienne contre le régime de Mussolini. Arrêté avec ses deux fils, il est condamné à mort par les Nazis, puis libéré par les partisans avant l'exécution de la sentence. Il échappe, en février 1944, à une nouvelle arrestation.

## Débuts politiques sous la République
Désormais membre de la Démocratie chrétienne (DC), successeur du PPI et principal parti du pays dirigé par Alcide De Gasperi, il intègre la Consulta Nazionale en 1945.
Après l'adoption de la Constitution, il est élu au Sénat de la République en Toscane lors des élections générales du 18 avril 1948. Il est désigné, deux mois plus tard, vice-président de la commission des Finances et du Trésor. Ayant appartenu, tout au long de l'année 1949, au comité directeur du groupe DC, il est élu vice-président de la chambre haute le 3 mars 1950.

## Ministre de la Justice réformateur
Le 26 juillet 1951, Alcide De Gasperi, au pouvoir depuis 1945, forme son septième gouvernement et nomme Adone Zoli ministre des Grâces et de la Justice.
À ce poste, il s'efforce d'améliorer les conditions de détention des prisonniers, toujours soumis à des lois et des règlements marqués par le fascisme. Son objectif était de donner à la peine un rôle éducatif, conformément à la nouvelle Constitution républicaine.
Dès 1951, il prend plusieurs circulaires organisant l'abolition du rasage de la tête pour les détenus de courte peine, les prévenus en attente de jugement, et l'exemption de l'obligation de porter l'uniforme des prisonniers pour les condamnés à des peines de prison inférieures à un an.
Il décide que le personnel pénitentiaire appellera désormais les condamnés par leurs noms, et non plus par leurs numéros de matricule, développe l'éducation, les représentations cinématographiques, théâtrales, accorde d'avoir dans sa cellule le nécessaire pour écrire, des photos de membres de sa famille et le droit de fumer pour les détenues.
En outre, il appuie et fait aboutir le projet, initié par Palmiro Togliatti, d'amnistier les délits commis « dans un but politique » entre la Marche sur Rome et le 18 juin 1946. Cette loi, approuvée en 1953, fait grandement croître sa popularité, mais il n'est pas reconduit dans le gouvernement De Gasperi VIII, constitué le 16 juillet de cette même année. Il est porté, douze jours plus tard, à la présidence de la commission sénatoriale de la Justice.

## Carrière ministérielle qui se prolonge
Rappelé au gouvernement le 18 janvier 1954, comme ministre des Finances par Amintore Fanfani, il doit abandonner son poste dès le 10 février, le Parlement ayant refusé d'accorder sa confiance à l'exécutif. Le 24, il retrouve la présidence de la commission de la Justice de la chambre haute. Exactement six mois plus tard, le 24 août, il est choisi pour exercer les fonctions honorifiques de président du conseil national de la Démocratie chrétienne en remplacement d'Alcide De Gasperi, mort cinq jours plus tôt.
Ayant été nommé en tant que ministre du Budget et de la Programmation économique le 19 février 1956 par Antonio Segni, il renonce de nouveau à diriger la commission sénatoriale de la Justice.

## Passage à la présidence du Conseil
Le 15 mai 1957, le président de la République Giovanni Gronchi lui confie la charge de former un nouveau gouvernement, à la suite de la démission d'Antonio Segni. Étant donné la grande instabilité politique qui règne à l'époque, Zoli reçoit mandat de constituer un exécutif exclusivement démocrate-chrétien qui démissionnera après les élections générales de 1958.
Le gouvernement est nommé le 19 mai. En font partie plusieurs futurs chefs du gouvernement et/ou cadres de la DC, Giuseppe Pella, vice-président du Conseil et ministre des Affaires étrangères, Fernando Tambroni, ministre de l'Intérieur, Giulio Andreotti, ministre des Finances, Aldo Moro, ministre de l'Instruction publique, Emilio Colombo, ministre de l'Agriculture, Guido Gonella, ministre de la Justice, Paolo Emilio Taviani, ministre de la Défense. Lui-même conserve ses fonctions de ministre du Budget.
Bien qu'ayant obtenu la confiance de la Chambre des députés et du Sénat de la République, il annonce sa démission dès le 10 juin, refusant l'appui du Mouvement social italien (MSI), déterminant pour se maintenir au pouvoir. Le chef de l'État l'invite à retirer sa démission, et Zoli obtempère.

## Retrait et décès
Il reste en fonction jusqu'à la fin de la législature et cède le pouvoir, le 1er juillet 1958, à Amintore Fanfani, également issu de la DC. Élu président de la commission de l'Instruction publique et des Beaux-arts neuf jours après, il meurt en fonction, le 20 février 1960.
C'est à sa mémoire qu'a été dédiée l'activité du « Centro Studi di Politica Economica e Sociale Adone Zoli » (« Centre d'études de politique économique et sociale Adone Zoli » reconnu en 1963 par décret du Président de la République.